# Кашина Кабаса (Павија)
Кашина Кабаса је насеље у Италији у округу Павија, региону Ломбардија.
Према процени из 2011. у насељу је живело 14 становника. Насеље се налази на надморској висини од 74 м.